# Francisco León de la Barra
Francisco León de la Barra (Querétaro, 16 giugno 1863 – Biarritz, 23 settembre 1939) è stato un politico messicano.
È stato per breve tempo Ministro degli Esteri e quindi Presidente del Messico dal 25 maggio al 6 novembre 1911 dopo le dimissioni di Porfirio Díaz a seguito del successo della rivoluzione maderista, la prima fase della rivoluzione messicana.